# ADN
ADN je francouzský hraný film z roku 2020, který režírovala Maïwenn podle vlastního scénáře. Snímek měl světovou premiéru na filmovém festivalu Rencontres Nationales Art et Essai dne 26. srpna 2020.

## Děj
Neige po smrti svého dědečka zkoumá své alžírské kořeny.

## Obsazení
| Maïwenn              | Neige                  |
| Fanny Ardant         | Caroline, matka Neige  |
| Louis Garrel         | François, přítel Neige |
| Marine Vacth         | Lilah, sestra Neige    |
| Dylan Robert         | Kevin, braranec Neige  |
| Caroline Chaniolleau | Françoise, teta Neige  |
| Alain Françon        | Pierre, otec Neige     |
| Florent Lacger       | Ali, dědeček Neige     |
| Henri-Noël Tabary    | Matteo, bratr Neige    |
| Omar Marwan          | Emir, dědeček          |

## Ocenění
- Lumières: nejlepší režie (Maïwenn)
- César: nominace v kategoriích nejlepší režie (Maïwenn), nejlepší herečka ve vedlejší roli (Fanny Ardant), nejlepší herec ve vedlejší roli (Louis Garrel), nejlepší filmová hudba (Stephen Warbeck)